# قوس داروين

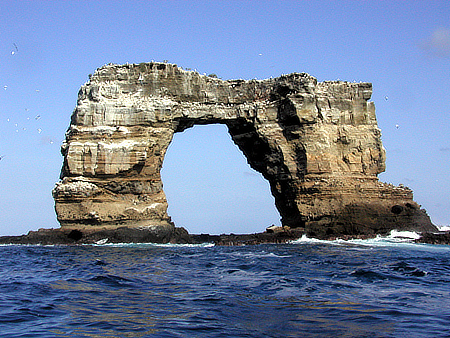
قوس داروين

قوس داروين هو قوس صخري طبيعي، يقع إلى الجنوب الشرقي من جزيرة داروين الواقعة في المحيط الهادئ، القوس يرتكز على قاعدة صخرية غير منتظمة الشكل، تتشكل من هضبة مغمورة تلقب بالمسرح.

## الجغرافيا
جزيرة داروين هي جزيرة صغيرة تعتبر جزء من أرخبيل غالاباغوس، الجزيرة غير مأهولة وتبلغ مساحتها 2.33 كيلومتر مربع (0.90 ميل مربع) ويبلغ ارتفاعه 168 مترا (551 قدم). يقع قوس داروين على بعد كيلو متر واحد إلى الجنوب الشرقي من الجزيرة، يشبه القوس في مظهره الجسر والذي يرجع تشكله نتيجة التآكل. يتميز الجانب المحيط بالقوس بأنه على شكل منصة عرض ويحتل مساحة تقدر بحوالي 18 مترا (59 قدما).

## الحيوانات
في الطرف الجنوبي للقوس هناك قناة منحدرة، والحيوانات البحرية التي تعيش حول القوس تشمل: أسماك شيطان البحر، وأسماك شيم عريض، وأسماك البونيتو، وتونة الزعنفة الصفراء، والدلفين، وعدد كبير من الأسماك البحرية، وأسماك القرش، والحيتان التي يصل طولها إلى 14 متر. تم العثور على أسماك القرش الحوتية. تشمل الحيوانات البحرية الأخرى: أسماك القرش غالاباغوس، وأسماك شفانين عقابية، والسلاحف الخضراء، وسلاحف لجأة صقرية المنقار، وقرش الطرف الأبيض المحيطي، وعقام. هناك العديد من الطيور المستوطنة أهمها خرشنة غبساء الذي يولد في جزيرة داروين.

## الانهيار
في 17 مايو 2021 الساعة 11:20 صباحًا بتوقيت غالاباغوس، انهار القوس بسبب التعرية الطبيعية. ذكر منشور من وزارة البيئة والمياه في الإكوادور أن «هذا الحدث كان نتيجة تآكل طبيعي. يتكون قوس داروين من الحجر الطبيعي الذي كان في وقت من الأوقات جزءًا من جزيرة داروين، وهي ليست مفتوحة للزيارات البرية». شُوهد الحدث من قبل الغواصين على متن المعتدي غالاباغوس الثالث.
بعد انهيار القوس أطلق السكان المحليون في صناعة السياحة والغوص على أعمدة الصخور المتبقية اسم «أعمدة التطور». يلمح اللقب إلى القوس والجزيرة المجاورة التي سميت على اسم تشارلز داروين، الذي ساهمت دراساته عن الحياة البرية في المنطقة المحيطة في إنشاء نظريته في التطور عن طريق الانتقاء الطبيعي.